# Damir Agičić
Damir Agičić (Davor, 13. lipnja 1963), povjesničar, redoviti profesor Filozofskog fakulteta
Sveučilišta u Zagrebu.

## Životopis
Damir Agičić rođen je u Davoru 13. lipnja 1963. godine. Osnovnu je školu završio u rodnom
mjestu, a gimnaziju u Srpcu, u Bosni i Hercegovini. Studij povijesti i komparativne književnosti 
završio je u Zagrebu 1988. godine. Magisterij iz povijesti stekao je na Filozofskom fakultetu u 
Zagrebu obranom rada Tajna politika Srbije prema Balkanu sredinom 19. stoljeća 1992, a na istom je 
fakultetu i doktorirao 1997. godine obranom disertacije Hrvatsko-češke veze i odnosi na prijelazu iz 19. u 20. stoljeće. U međuvremenu je završio i poslijediplomski studij povijesti na Srednjoeuropskom 
sveučilištu u Budimpešti (1993).
Od 1989. godine radi na Odsjeku za povijest Filozofskog fakulteta u Zagrebu kao asistent 
prof. dr. Ljubiši Doklestiću, odnosno kao docent (1999-2004), izvanredni profesor (2004-2009) i 
redoviti profesor (od 2009) te redoviti profesor u trajnom zvanju (od 2015). Drži nastavu iz predmeta 
Europska i svjetska povijest u 19. stoljeću, Hrvatska i Europa u 19. stoljeću: komparatističke teme, 
Hrvatska historiografija u 20. stoljeću i drugih te sudjeluje u nastavi na doktorskom studiju povijesti 
na Filozofskom fakultetu. Kao vanjski suradnik držao je nastavu na Pedagoškom/Filozofskom 
fakultetu u Puli, a predavao je i na Filozofskom fakultetu u Splitu te na doktorskom studiju povijesti 
na Hrvatskim studijima u Zagrebu. Bio je gost-profesor na Sveučilištu u Varšavi. Gostujuća je 
predavanja držao i u Krakovu, Ljubljani i Sarajevu. Od 2003. predstojnik je Katedre za svjetsku 
povijest novog vijeka. Između 2004. i 2006. i 2011-2012. bio je pročelnik Odsjeka za povijest i 
predstojnik Zavoda za hrvatsku povijest Filozofskog fakulteta. Bio je član Vijeća područja 
humanističkih i društvenih znanosti Sveučilišta u Zagrebu (2004-2012) i zamjenik člana Senata 
Sveučilišta u Zagrebu (2008-2012).
Bio je voditelj znanstveno-istraživačkih projekata Hrvati i slavenske integracijske ideologije u 
19. i 20. stoljeću
i 
Hrvatska historiografija i nastava povijesti (19-21. stoljeće)
koje je financiralo 
Ministarstvo znanosti, obrazovanja i sporta.
Od 1996. urednik je udžbenika i priručnika za nastavu povijesti u Profil Internationalu. Godine 
1996. napisao je udžbenik povijesti za sedmi razred osnovne škole, koji je otad tiskan u više izdanja; 
suautor je udžbenika za treći i četvrti razred gimnazije. Bio je urednik opće povijesti novog vijeka u 
prvim svescima Hrvatske enciklopedije Leksikografskog zavoda Miroslav Krleža. Od 2001. uredio je 
više od stotinu knjiga s područja povijesti i nastave povijesti objavljenih u izdanju različitih izdavača 
(Srednja Europa, FF Press, Profil i dr.).
Sudjelovao je na brojnim znanstvenim skupovima i seminarima u zemlji i inozemstvu. Na 
nekoliko je skupova bio inicijator i predsjednik pripremnog odbora (između ostaloga i na dva 
međunarodna skupa u suradnji s poljskim povjesničarima). Sa suradnicima od 2014. organizira i vodi 
Festival povijesti Kliofest (http://www.kliofest.org) na kojima svake godine sudjeluje po osamdesetak 
povjesničara i drugih znanstvenika.
Godine 2003. s grupom suradnika pokrenuo je časopis Povijest u nastavi, kojemu je do 2008. 
glavni i odgovorni urednik. Od 2008. glavni je i odgovorni urednik časopisa Historijski zbornik. Oba 
časopisa izdaje središnja udruga hrvatskih povjesničara, Društvo za hrvatsku povjesnicu. Član je 
međunarodnog uredništva časopisa Historijska traganja Instituta za historiju u Sarajevu te član savjeta 
nekoliko poljskih znanstvenih časopisa, između ostaloga i jednoga od središnjih časopisa Przegłąd Historyczny.
Pokrenuo je i uređuje web portal http://www.historiografija.hr.
Član je Matičnog odbora za polja povijesti, povijesti umjetnosti, znanosti o umjetnosti, 
arheologije, etnologije i antropologije (od 2013) te član Upravnog vijeća Hrvatskog memorijalno-dokumentacijskog centra Domovinskog rata (od 2013). 
Od 2012. predsjednik je Hrvatskoga nacionalnog odbora za povijesne znanosti 
(https://sites.google.com/site/hrvatskinacionalniodbor), a od 2003 član Upravnog odbora Društva za 
hrvatsku povjesnicu. Bio je član Odbora za dodjelu Nagrade Matice hrvatske za znanost „Oton 
Kučera”.

## Znanstvena djelatnost
Prof. dr. sc. Damir Agičić znanstvena je istraživanja dosad vodio u tri glavna smjera: 
1) proučavanje hrvatske te povijesti srednje i jugoistočne Europe u 19. i na početku 20. st.; 
2) istraživanje problematike nastave povijesti i udžbenika; 
3) proučavanje povijesti hrvatske historiografije, bibliografije i tekstovi o povjesničarima. 
Njegovi su prvi znanstveni radovi bili posvećeni problematici položaja i vanjske politike Kneževine 
Srbije polovicom 19. stoljeća, o čemu je napisao nekoliko članaka i znanstvenu monografiju 
(prerađeni i dopunjeni magistarski rad). Nakon završenoga poslijediplomskog studija na 
Srednjoeuropskom sveučilištu u Budimpešti, gdje je magistrirao obranivši radnju o stanju u Hrvatskoj 
1914. i odjecima sarajevskoga atentata, Agičić je počeo istraživati hrvatsko-češke te hrvatsko-poljske 
kulturne i političke odnose u drugoj polovici 19. i na početku 20. stoljeća, odnosno problematiku 
neoslavizma. Objavio je niz članaka, jednu znanstvenu monografiju te priredio zbirku građe – 
korespondenciju iz Arhiva Narodnog muzeja u Pragu. Sudjelovao je na brojnim znanstvenim 
skupovima u zemlji i inozemstvu posvećenima problematici srednjoeuropske povijesti.
Uskoro nakon što je magistrirao i objavio svoju prvu knjigu prof. dr. sc. Damir Agičić počeo 
se baviti i drugim područjem koje u velikoj mjeri obilježava njegov znanstveni i osobito stručni opus – 
pisanjem te analizom udžbenika povijesti i pitanjima nastave povijesti. Od polovice devedesetih 
Agičić je kao autor i urednik udžbenika te kao autor tekstova o udžbeničkoj problematici i nastavi 
povijesti, odnosno jedan od pokretača i prvi glavni urednik časopisa Povijest u nastavi, dao vrlo 
značajan doprinos promjeni udžbeničkih narativa i uvođenju novih, suvremenih udžbenika povijesti u 
Hrvatskoj. Svoja je znanja stjecao ali i prenosio i drugima sudjelujući na seminarima i na različitim 
skupovima u organizaciji Vijeća Europe, UNESCO-a, prosvjetnih ministarstava i strukovnih agencija 
za obrazovanje. 
U posljednjih nekoliko godina žarište svojih znanstvenih interesa profesor Agičić usmjerio je 
u istraživanje povijesti hrvatske historiografije. Organizirao je i sudjelovao na nekoliko znanstvenih 
skupova o hrvatskim povjesničarima i historiografiji 20. stoljeća. Prvi je takav skup 2011. bio 
posvećen Jaroslavu Šidaku, a posljednji Ljubi Bobanu. 
Osim u znanstvenim časopisima i zbornicima radova u Hrvatskoj, svoje je tekstove Agičić 
objavljivao u Poljskoj, Češkoj, Bosni i Hercegovini, Mađarskoj, Austriji, Rusiji i dr. Njegovi su radovi 
citirani u publikacijama drugih autora u tim i drugim zemljama, a neke se njegove knjige koriste (ili su 
se koristile) kao udžbenici/priručnici u nastavi na sveučilištima u Hrvatskoj i inozemstvu.
Bio je glavni izvjestitelj s jednog seminara u organizaciji Vijeća Europe, suradnik na jednoj 
publikaciji Vijeća Europe koja je objavljena u elektronskom izdanju, te sudionik niza seminara i 
stručnih skupova u zemlji i inozemstvu. Autor je ili suautor nekoliko udžbenika i priručnika za 
osnovnoškolsku i gimnazijsku nastavu povijesti: za sedmi razred osnovne škole (u nekoliko različitih 
izdanja), radne bilježnice (u više izdanja), povijesne čitanke (prve u suvremenoj Hrvatskoj), povijesnih 
atlasa hrvatske, europske i svjetske povijesti u 19. stoljeću i u 20. stoljeću, udžbenika za treći i za 
četvrti razred gimnazije, te udžbenika hrvatske povijesti za pripadnike hrvatske nacionalne manjine u 
susjednim zemljama.

## Nagrade i odlikovanja
- Odlikovanje ministra kulture Republike Poljske Zaslužan za poljsku kulturu (2002.)
- Državna nagrada za popularizaciju i promidžbu znanosti (2012.)
- Odlikovanje ministra vanjskih poslova Republike Poljske Bene merito (2015.)

## Djela
1. Tajna politika Srbije u XIX. stoljeću, AGM i Zavod za hrvatsku povijest, Zagreb 1994. 
2. (zajedno sa S. Leček i dr.) Moj Zagreb, tak imam te rad, Zagreb 1999.
3. Hrvatsko-češki odnosi na prijelazu iz 19. u 20. stoljeće, Ibis grafika, Zagreb 2000. 
4. Dragi Franta! Hrvatska korespondencija Františeka Hlaváčeka (1896. – 1904), priredio Damir Agičić, Zagreb 2003. 
5. Podijeljena Poljska (1772. – 1918), Zagreb 2004. (http://historiografija.hr/dokumenti/podijeljena-poljska-Web.pdf)
6. Bibliografija hrvatske historiografije u povijesnim časopisima (2000-2004), uredili: V. Dugački, I. Starčević Stančić, D. Agičić, Zagreb 2008. (http://www.historiografija.hr/dokumenti/Bibliografijecasopisa00-04.pdf)  
7. Poslijediplomski magistarski studij Odsjeka za povijest Filozofskog fakulteta u Zagrebu, Zagreb 2009.  (http://historiografija.hr/dokumenti/agicic_magisterij.pdf)
8. Bibliografija hrvatske historiografije u povijesnim časopisima (2005-2008), uredili: I. Starčević Stančić, V. Dugački, D. Agičić, Zagreb 2010.  
9. Hrvatska Klio. O historiografiji i historičarima, Zagreb 2015.
10. Hrvatska Klio II. O nastavi i udžbenicima povijesti, Zagreb 2015.

## Vanjske poveznice
- Kratka biografija i bibliografija na stranicama FF Zagreb  Arhivirana inačica izvorne stranice od 7. prosinca 2006. (Wayback Machine)
- Tko je tko u hrvatskoj znanosti  Arhivirana inačica izvorne stranice od 4. ožujka 2016. (Wayback Machine)